# 京王廣場大飯店
京王廣場大飯店（日语：／）是日本東京都新宿區西新宿的2棟超高層飯店，為東京迪士尼度假區好鄰居飯店之一。此外也是營運公司株式會社京王廣場大飯店經營的連鎖飯店名稱。

## 概要

### 京王廣場大飯店
本飯店為淀橋淨水廠再開發所形成的新宿摩天大樓群先驅之一，是日本第一座超高層飯店。本館於1971年6月5日開幕，南館在1980年11月1日開幕。本館高178公尺，南館高138公尺，客房總數達1438間。酒店在1991年進行大型翻新工程。
2008年11月21日，本飯店在《米其林指南東京日文版2009》「舒適飯店排名」中獲得「黑3」。
1971年開幕至1974年新宿住友大廈完工為止，本飯店是當時日本最高的摩天大樓，之後繼續坐擁日本最高飯店寶座至1993年幕張王子大飯店（現APA渡假飯店東京灣幕張）完工為止。酒店在開業前，47樓曾經設有觀景台，開業半年參觀人數已突破100萬人次。到1991年因東京都廳舍設觀景台而關閉，原址改造成宴會廳，其中部分範圍在1994年曾經設東京第一家酒店卡拉OK室 Karaoke 47。
而室內空間由Isamu Kenmochi負責設計，並以現代設計為主題。1975年9月，酒店設禮拜堂，為當時日本第一家城市酒店設有關設施。
1983年，日本藝人 沖雅也 於本飯店北棟大樓跳樓自殺，結束31年的生命。
由於其建築高度，駐日美軍曾計畫在於本飯店設置橫田飛行場、赤坂新闻中心、安立會館（安立所屬設施。防衛設施廳承租提供給駐日美軍使用）之間的無線中繼站，引起「民間設施轉為軍用」的議論。

### 集團飯店
- 京王廣場大飯店多摩 （東京都多摩市）
1990年4月28日開幕。位於多摩新市鎮中心地區京王多摩中心站前。1996年3月20日西館開幕。
- 京王廣場大飯店八王子 （東京都八王子市）
1994年9月9日開幕。位於JR八王子站前。該土地原為京王線為駛入國鐵八王子站而保留的用地，計畫放棄後改為京王帝都電鐵八王子營業所（日语：京王電鉄バス八王子営業所）至1992年。
- 京王廣場大飯店札幌 （北海道札幌市）
1982年5月16日開幕。由子公司株式會社京王廣場大飯店札幌（日语：京王プラザホテル札幌）營運。

母公司京王電鐵自2002年起開始經營低價商務連鎖飯店京王布萊索酒店，與京王廣場大飯店分屬不同體系。

#### 過去營運的飯店
- 京王廣場大飯店高松 （香川縣高松市）
前身為高松總統飯店（高松プレジデントホテル），1976年7月1日開幕。1996年閉館，現為東橫INN高松中新町。

### 公司概要
- 本社：東京都新宿區西新宿2-2-1
- 營業所：札幌、仙台、名古屋、大阪、福岡、洛杉磯
- 集團飯店：札幌、多摩、八王子
- 合作飯店：福華大飯店
- 會員制度：47倶樂部、Executive Club（エグゼクティブクラブ）

## 圖片

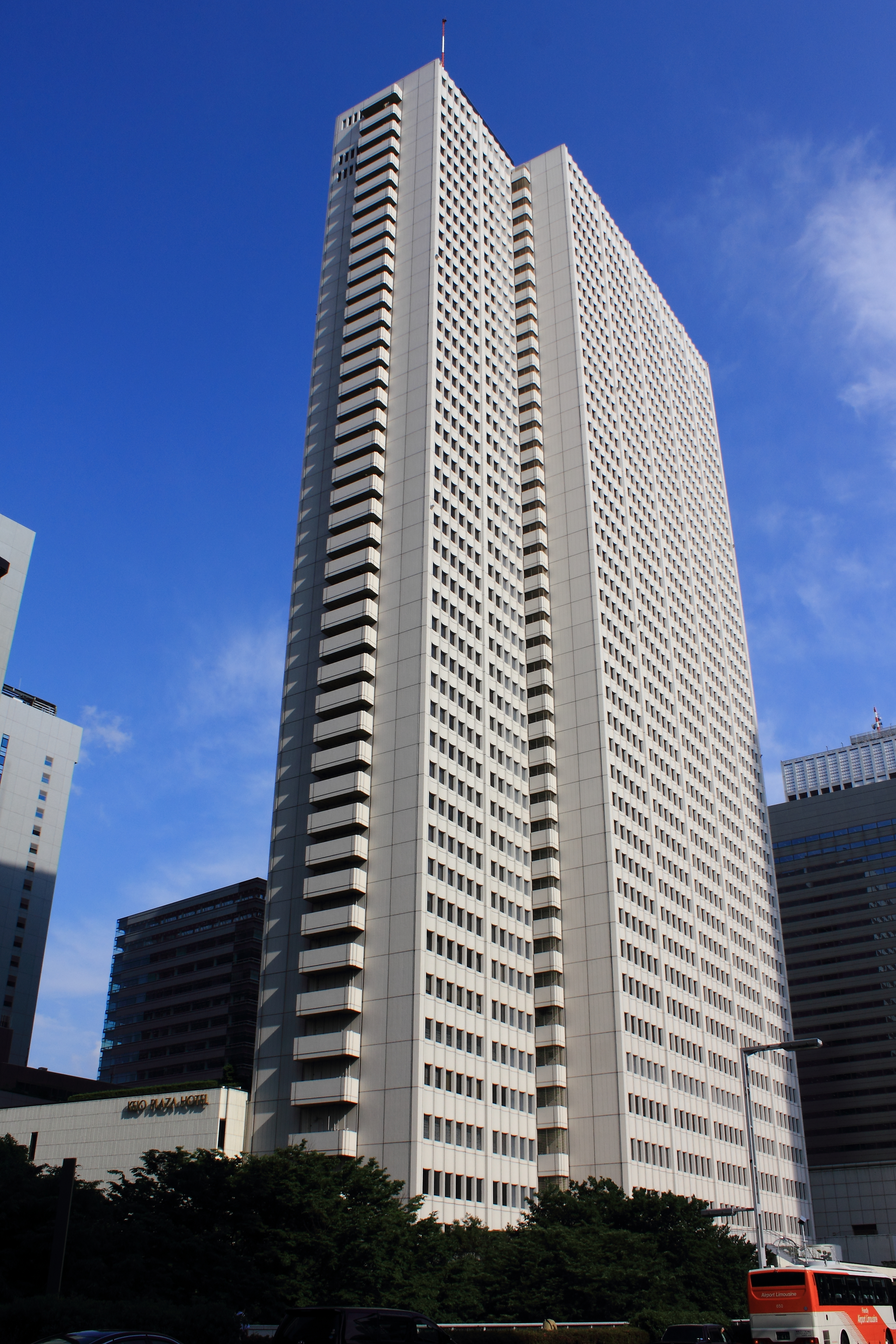
京王廣場大飯店本館
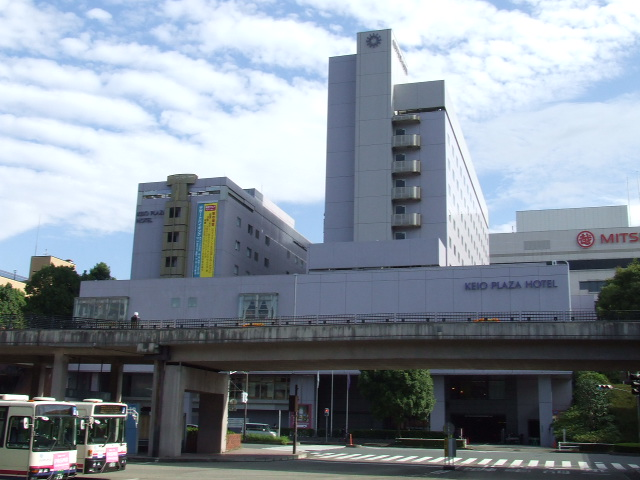
京王廣場大飯店多摩
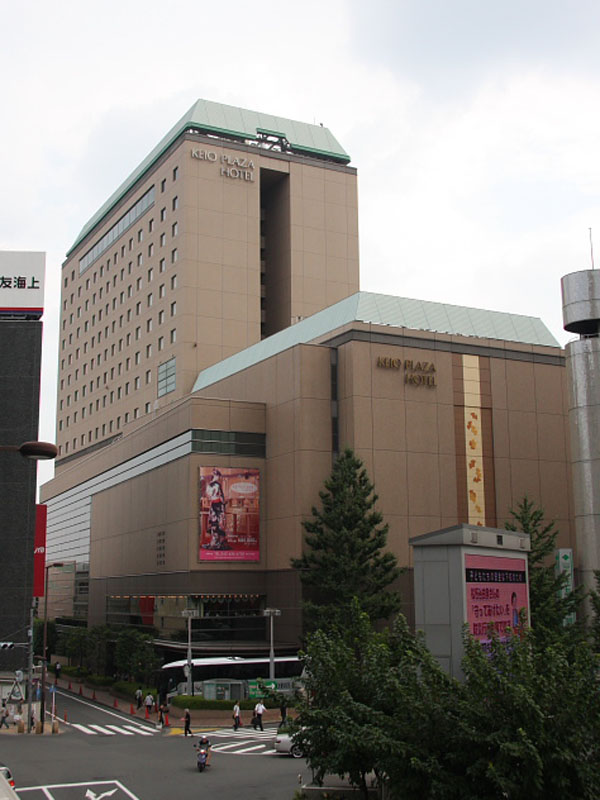
京王廣場大飯店八王子

## 備註
1. ↑  . Keio Plaza Feature 100.   [2022-12-28]. （原始内容存档于2022-12-28）.
2. ↑  質問主意書 （页面存档备份，存于）（参議院HP）
3. ↑  質問主意書 （页面存档备份，存于）（参議院HP）

## 外部連結
- 京王廣場大飯店 （页面存档备份，存于）

Template:第13回BCS獎